# 新宿替え玉事件
新宿替え玉事件（しんじゅくかえだまじけん）は、1968年（昭和43年）7月7日に行われた第8回参議院議員通常選挙に際して、公明党や支持母体の創価学会陣営が不在者投票制度を悪用し本来投票権の無い人間を有権者に仕立て上げ、不正投票を行い逮捕者を出した事件である。

## 発覚
選挙当日までに事件の舞台になった東京都では都内在住の有権者に対して郵送されるべき投票所入場券が本人に届かなかったことや、投票日当日、有権者が投票を行うため投票所に訪れたところ、すでに不在者投票済であったことから不正が発覚、警視庁による一連の調査で、替え玉による不正投票容疑や（投票所入場券の）窃盗罪で36人が検挙された。また東京選挙区内で約10万通の入場券が行方不明となり、その半数に相当する約5万通で不正が行われた可能性があることが明らかとなった。朝日新聞によれば「もっとも一般的な手口はアパートの状差しなどから、郵送された他人の投票入場券を抜取り、その名義人と同年輩の知人を使って投票させるもの」としている。

## 未着となった入場券の数
選挙当日までに「入場券が届かない」という有権者の苦情が選挙管理委員会に相次ぎ、選挙当日に再交付を行った。一例を挙げると東京都世田谷区では再交付を行った数がおよそ8000人にものぼった。最終的に東京都の選挙委員会では都内で約10万枚の投票所入場券が紛失、本人へ未着、または行方不明と公表している。この当時の東京都内の有権者数は約734万人である。
「入場券が届かない」という苦情は郵便局へも寄せられたため、郵便局による調査が実施された。当時の郵便局には郵政監察官による郵政監察制度があり、郵便について発生した事件の取り調べを行うことや逮捕権も持っていた。およそ8000枚にわたる入場券再交付を行った世田谷区では、郵政監察官による調査の結果、半数のおよそ4000枚が「宛所尋ねなし」等の理由で郵便局に返戻されたが、残りは行方不明となったことが明らかにされた。
世田谷区選挙管理委員会係長の田中昭二は毎日新聞の取材に対し、都内の投票所入場券の不明分10万枚のうち、不在者投票および選挙当日に行われた替え玉投票を含め、およそ半数の5万票程が不正投票に用いられた疑いがあると発言した。

## 第8回参議院選挙における替え玉投票、逮捕者数
朝日新聞では、開票から10日後の状況として、前回は替え玉で検挙されたのは85人であったが、今回は10日間だけで60人の検挙、そのうち25人が逮捕されたと伝えた。そのうちの半分は計画的犯行であり創価学会関係者で、東京だけでなく北海道など6道県で摘発が進められた。
毎日新聞は、7月31日までの捜査状況として今回の選挙は替え玉投票と自由妨害が大幅に増えたのが特徴の一つであると伝えた。さらに、替え玉投票で検挙された者36人中34人が公明党候補を支持した創価学会員であったと報じた。

### 新宿における替え玉投票
このうち新宿では、創価学会員のA子が創価学会員のBとC子に他人の入場券を入手するように指示。二人は創価学会とは関係の無い会社員夫妻の入場券を盗み、同夫妻になりすまして投票し、後日3人とも逮捕された。この事件は国会でも取り上げられた。
東京地方検察庁は、創価学会新宿第9男子部総ブロック長のEら8人を起訴。8人で13人分の替え玉投票を自分でやったり、他人にやらせた容疑としている。
「諸君!」によると、Eが指揮官となり、さらに副将を創価学会欧州第二本部フランクフルト部隊長のFが務め、末端幹部から選抜して実行班を結成して犯行に及んだ。同年10月11日、東京地方裁判所でE、Fに禁固1年執行猶予4年など、8人に有罪判決が出た。

### 新宿以外での替え玉投票
豊島区では、Gが死亡した女性の入場券をIに渡し替え玉投票をさせた。死亡女性の夫が不審に思い選管に連絡し、警戒態勢が敷かれていたところにIが現れて逮捕され、Gも翌日に逮捕された。前述の「諸君!」では、Gは公明新聞の記者であるとしている。
「諸君!」によると、江東区在住で事件当時創価学会員だったJは、「この前年の昭和42年の衆院選で2票替え玉投票に成功していた。当時Jは世田谷第一総ブロック大原大ブロックの男子部大ブロック長をしており、昭和42年の衆院選では、壮年部総ブロック長のKかその家族の誰かに替玉を指示されて早朝に2か所の投票所で替え玉投票を行い、夕方に自分の投票をした」と言う。その頃、Kの家には投票券が10枚以上ありそれぞれ生年月日が分かるようになっていたと証言する。しかし、翌昭和43年の第8回参議院選挙でJの大学の先輩Lが替え玉投票を指示して逮捕され新聞に載り、自分にも捜査の手が及ぶのではないかと心配になった。Jは創価学会を辞めた後、当時を振り返って「正直言って辛かった。今考えると馬鹿馬鹿しい。踊らされていた。」と語った。毎日新聞によると、Lは、19歳の学生Mに他人の投票入場券を渡し、公明党の候補に投票するよう指示した容疑で逮捕された。Mが投票しようとしたところ投票入場券の正当な所有者本人によって既に投票済みであったためMはその場で逮捕され、警察が背後関係を捜査したところLが浮上し逮捕された。
しかし、「諸君!」によると、替え玉投票に失敗して逮捕されたのは稀な例で圧倒的多数が成功していたとしている。
同じく「諸君!」によると、当時川崎市在住のNは替え玉投票の他に投票入場券の抜き取りも行っていた。当時Nはブロック長をしており、総ブロック長の指示で自分のアパートの6世帯8人分の投票入場券を抜き取り、大ブロック長の家に持って行ったと言う。大ブロック長の家には他の人が抜き取った投票入場券を合わせて20枚ほど集まった。「仏法は王法より重い、王仏冥合だから多少国法を犯しても罪は消える。」との指導があり、集めた投票入場券で替え玉投票をすることになった。第8回参議院選挙当日の朝は自分の投票所でもある小学校で他人に成り済まして替え玉投票を行い、続いて2km程離れた小学校でまた別人の替え玉投票を行うために移動した。しかし、投票の順番が回ってきたところで受付の有権者台帳を見た時、自分が成り済ます人の名前に投票済みの印が付けてあるのが見えたと言う。これはヤバイと思い、待ち行列を離れたが、係員から「どこへ行くんです？」と制止された。Nは捕まっては大変と思い「トイレに行ってくる」と言って抜け出したが、抜け出した時はなんとも言えない気持ちになったと言う。当日はNのブロック長仲間のOとPも替え玉投票を行ったとNは証言する。OとPは二人で受付の列に前後に並んでいた。Oが他人の投票入場券を出して通ったので、Pは自分も通ると思い込んで他人の投票入場券を出したところ、投票済みであった。係員が「ちょっと待ってください」と言ったが、Pはその場を逃げ出し、Oも真っ青な顔をして拠点に帰って来たと言う。
替え玉投票は日本国籍以外の人も行っていた。同じく「諸君!」によると、当時江戸川区在住のQは台湾の男性と結婚して台湾国籍になっていた。第8回参議院選挙当日、大ブロック長から「選挙に行かないか？Qさんと同じ年頃の人の入場券があるんだ。」と言われ少しでもお役に立てればと思い替え玉投票を引き受けた。大ブロック長と共に葛飾区の投票所へ行き、大ブロック長と一緒に替え玉投票を行った。Qは見つかったら大変だと思いどきどきして、投票券に候補者の名前を書く時は完全に震えていた。投票所を出てホッとしたが、大ブロック長は手馴れた感じで平気な顔をしていたと言う。
また、「月刊・宝石」によると、東京在住の女性Rは自身は替え玉投票を行ったことはなかったが、Rには甥がいた。Rの甥はRと同居して住民票を東京に置いたまま東北地方で仕事をしていた。そこで学会幹部がRの甥の投票入場券をもらいに来ていたと言う。Rは最初は「選挙違反だから」と断っていたが、幹部は「その一票が大事なんだ」と言って持って行ってRの甥に成り済まして替え玉投票をしていた。それは昭和43年頃から約10年間、全ての選挙で行っていたと言う。
また、「しんぶん赤旗」によると、練馬区のSは1967年（昭和42年）から約10年間全ての選挙で替え玉投票を行っていた。その時の方法は地域の創価学会員を熱心さでABCにランク分けし、Cランク(公明党への投票が不明確な会員)を投票券抜き取りの対象に絞るというものであった。会員以外の投票券を抜き取るより発覚リスクが少ないからである。当時練馬区内の学会員は約8000人で、半数近くがC会員であった。当時、隊長のSは上部からの替え玉投票の指示を受け、自身の指揮下の十数人の班長に指示を出してC会員宅を総当たりさせた。集めた替え玉の票数は毎日上部に報告した。Sは初めて替え玉投票を行った1967年の総選挙では、投票所の受付係の交代時間を狙って眼鏡をかけ、服を変え、1回の選挙で13回の投票を行ったと言う。Sは「選挙という法戦に勝つのが一番の功徳。法戦に魔はつきまとう。もし捕まっても勲章(法難)だ　という指導があり、怖いとは思わなかった。」「十年間、組織的に替え玉投票をした。票は無いところから取ってくるのだと洗脳されてやったが、いま思うとゾッとする。上の指示だとか時効だといっても、残るのは後悔ばかり。」と当時を振り返る。また、朝日新聞に連載された竹入義勝元公明党委員長の「替え玉投票事件では、警視庁の幹部にも陳情に行き、さんざんしぼられた。東京地検にも行った。」との手記を読んだSは、「おかげで私達は助かったが、人生に悔いを残した。竹入氏は創価学会を守るため、池田先生(大作名誉会長)を守るために、権力に土下座したんだろうが、犯罪の隠蔽はその後の学会のためにはならなかった。」と語り、その思いが自分の体験を告白する動機になったと言う。

## 創価学会元幹部山崎正友の暗躍と反論
この不正投票事件で創価学会側の弁護士を務めた元幹部山崎正友は事件から25年後の1993年、自民党が主催した民主政治研究会の勉強会に講師として呼ばれ話をした。このとき新宿区で起きた選挙違反事件に言及。「新宿区で投票券を郵便受けからかっぱらってきまして、それを公明党の区会議員が選挙人名簿に照合しまして、年齢とか本籍とか調べて、そして替え玉を仕立てて不在投票で替え玉をやりました。新宿区だけでおそらく5000票を超えていると思います。投票を全都で2万票近い、私が掌握したのは、それだけで集団替え玉投票をやりました」と発言した。この発言に作家の北林芳典は東京都選挙管理委員会が公表した『昭和43年7月7日執行参議院議員選挙の記録』で公表された東京都全体の不在者投票数が2404票だったことに着目、山崎正友が主張する「5000票を超えている」などというのは、数字の上からも絶対にあり得ないことと反論、全くのでたらめであると山崎を批判した。